# Ambrault
Ambrault  là một xã ở tỉnh Indre khu vực trung bộ Pháp. Xã này có diện tích 25,59 km², dân số thời điểm năm 2005 là 715 người. Khu vực này có độ cao trung bình 168 mét trên mực nước biển.